# Travis Barker
Travis Landon Barker (født 14. november 1975 i Fontana, California, USA) er trommeslager i Blink 182. Han spillede også trommer for Box Car Racer og er med i programmet Meet the Barkers på MTV, som handler om ham og hans ekskones dagligdag.

## Uddannelse og karriere
Barker er i øjeblikket trommeslager for Blink 182 og har tidligere været trommeslager for blandt andre:
- +44
- Box Car Racer
- The Transplants
- Black Eyed Peas
- Tim Armstrong
- Rob Aston
- The Aquabats

Han begyndte at spille trommer i en alder af kun 4 år. Han studerede jazz, og i High-school var han med i skolens jazz-band, samt skolens marching-band.
I år 1998 udskiftede det populære band Blink 182 deres 1. trommeslager med Travis Barker, da han blev deres redning, ved at lære lidt over 20 sange på et par timer. Et glimrende eksempel på hvor alsidig en trommeslager Travis er.
Travis blev meget hurtigt berømt for sine kunstneriske evner bag sættet, og skabte hurtigt sin helt egen spillestil.